# Leslie Groves
Generalul-locotenent Leslie Richard Groves Jr. (n. 17 august 1896, Albany, SUA – d. 13 iulie 1970, Washington, D.C., SUA) a fost un ofițer al Corpului Armatei Statelor Unite, care a supravegheat construcția Pentagonului și a condus Proiectul Manhattan, un proiect de cercetare extrem de secret care a dezvoltat bomba atomică în timpul celui de-Al Doilea Război Mondial.

## Legături externe
- „1965 Audio Interviews with General Leslie R. Groves by Stephane Groueff”. Voices of the Manhattan Project. Accesat în 14 septembrie 2015. 11 hours of interviews with Groves on the Manhattan Project.
- „The First Nuclear Test in New Mexico”. WGBH American Experience. 18 iulie 1945. Arhivat din original la 11 septembrie 2015. Accesat în 14 septembrie 2015. Memorandum for the Secretary of War, Groves describes the first Trinity (nuclear test) in New Mexico.
- Papers of Leslie Groves at the National Archives and Records Administration Arhivat în 26 noiembrie 2020, la Wayback Machine.
- Leslie Groves la Find a Grave